# Pell City (Alabama)
Pell City es una ciudad ubicada en el condado de St. Clair en el estado estadounidense de Alabama. En el censo de 2000 su población era de 9565 habitantes.

## Demografía
En el 2000 la renta per cápita promedia del hogar era de $ 37.250$, y el ingreso promedio para una familia era de 48.207$. El ingreso per cápita para la localidad era de 19.935$. Los hombres tenían un ingreso per cápita de 38.393$ contra 25.906$ para las mujeres.

## Geografía
Pell City está situado en 33°34′15″N 86°16′25″O / 33.57083, -86.27361 (33.570907, -86.273845).
Según la Oficina del Censo de los EE. UU., la ciudad tiene un área total de 27.17 millas cuadradas (70.37 km²).